# داریوش سلیمی
داریوش سلیمی بنی (زادهٔ ۲۲ مرداد ۱۳۴۷) بازیگر سینما و تلویزیون اهل ایران است. وی باسریال آیینه عبرت پابه عرصه بازیگری گذاشت و پس از آن به کلاس‌های بازیگری رفت‌.

## فیلم‌شناسی

### سینمایی
- شیر و عسل (۱۳۸۸)
- ساعت شلوغی(١٣٩٠)
- اخلاقتو خوب کن(١٣٩٠)
- داماد خجالتی(١٣٨٩)
- کلاهی برای باران(١٣٨۵)
- شاخه گلی برای عروس(١٣٨٣)
- آوازخوان(١٣٧٩)
- ازدواج غیابی(١٣٧٩)
- روز واقعه(١٣٧٣)

### تلویزیونی
- ۱۳۷۰ - آینه عبرت (محسن شاه محمدی)
- ۱۳۷۳ - خانه در آتش (علی نقی‌لو)
- ۱۳۷۴ - نابغه‌های قرن بیستم (حسین محب‌اهری)
- ۱۳۷۶ - برگ و باد (فیاض موسوی)
- ۱۳۸۰ - شب آفتابی (قاسم جعفری)
- ۱۳۸۱ - مسافری از هند (قاسم جعفری)
- ۱۳۸۴ - او یک فرشته بود (علیرضا افخمی)
- ۱۳۸۴ - حس سوم (مهدی فخیم زاده)
- ۱۳۸۵ - زیرزمین (علیرضا افخمی)
- ۱۳۸۶ - من و پوتی (حمید قدکچیان)،(مسعود فرخنده)
- ۱۳۸۶ - پیامک از دیار باقی (سیروس مقدم)(نوروز ۸۷)
- ۱۳۸۷ - قاب های خالی (مرتضی احمدی هرندی)
- ۱۳۸۷ - بی صدا فریاد کن (مهدی فخیم زاده)
- ۱۳۸۷ - روز حسرت (سیروس مقدم)
- ۱۳۸۸ - پنجمین خورشید (علیرضا افخمی)
- ۱۳۸۸ - چاردیواری (سیروس مقدم)(نوروز ۸۹)
- ۱۳۸۹ - زیر هشت (سیروس مقدم)
- ۱۳۸۹ - پنج کیلومتر تا بهشت (علیرضا افخمی)
- ۱۳۸۹ - پایتخت ۱ (سیروس مقدم)
- ۱۳۹۰ - تقدیر (عبدالرضا فیروزان)
- ۱۳۹۰ - سریال نابرده رنج(کارگردان علیرضا بذرافشان)
- ۱۳۹۰- شیدایی (محمدمهدی عسگرپور)
- ١٣٩٠ - نقطه سر خط (سعید آقاخانی)
- ۱۳۹١ - دست بالای دست (سید محسن یوسفی)(نوروز ۹۱)
- ۱۳۹١ - فراموشی (سعید سلطانی)(نوروز ۹۱)
- ١٣٩١ - دزد و پلیس (سعید آقاخانی)
- ۱۳۹۲ - عصر پاییزی (اصغر نعیمی)
- ۱۳۹۲ - مادرانه (جواد افشار)
- ۱۳۹۳ - مدینه (سیروس مقدم)
- ۱۳۹۴ - آقا و خانم سنگی (شاهد احمدلو)
- ۱۳۹۴ - قرعه (برزو نیک نژاد)(نوروز ۹۵)
- ۱۳۹۶ - زیر پای مادر (بهرنگ توفیقی)
- ۱۳۹۶ - عقیق (بهرنگ توفیقی)
- ۱۳۹۶ - آنام (جواد افشار)
- ۱۳۹۷ - در کنار هم (حمیدرضا غفارزاده)
- ۱۳۹۷ - احضار روح (محمدرضا آهنج)
- ١٣٩٨ - زوج یا فرد (علیرضا نجف زاده)
- ۱۳۹۹ - آخر خط (علیرضا مسعودی)
- ۱۴۰۰ -نوروز رنگی (علیرضا مسعودی)
- ۱۴۰۰ - افرا (بهرنگ توفیقی)
- ١۴٠١ - بی‌همگان (بهرنگ توفیقی-اصغر هاشمی)
- ۱۴۰۳-بدل (علیرضا مسعودی)
- ۱۴۰۳-طوبی (سعید سلطانی)

### تله فیلم
- فرجام